# La Roche à Veillon
 (mars 2024).
La mise en forme du texte ne suit pas les recommandations de Wikipédia : il faut le « wikifier ».
Les points d'amélioration suivants sont les cas les plus fréquents. Le détail des points à revoir est peut-être précisé sur la page de discussion.
- Les titres sont pré-formatés par le logiciel. Ils ne sont ni en capitales, ni en gras.
- Le texte ne doit pas être écrit en capitales (les noms de famille non plus), ni en gras, ni en italique, ni en « petit »…
- Le gras n'est utilisé que pour surligner le titre de l'article dans l'introduction, une seule fois.
- L'italique est rarement utilisé : mots en langue étrangère, titres d'œuvres, noms de bateaux, etc.
- Les citations ne sont pas en italique mais en corps de texte normal. Elles sont entourées par des guillemets français : « et ».
- Les listes à puces sont à éviter, des paragraphes rédigés étant largement préférés. Les tableaux sont à réserver à la présentation de données structurées (résultats, etc.).
- Les appels de note de bas de page (petits chiffres en exposant, introduits par l'outil «  Source ») sont à placer entre la fin de phrase et le point final[comme ça].
- Les liens internes (vers d'autres articles de Wikipédia) sont à choisir avec parcimonie. Créez des liens vers des articles approfondissant le sujet. Les termes génériques sans rapport avec le sujet sont à éviter, ainsi que les répétitions de liens vers un même terme.
- Les liens externes sont à placer uniquement dans une section « Liens externes », à la fin de l'article. Ces liens sont à choisir avec parcimonie suivant les règles définies. Si un lien sert de source à l'article, son insertion dans le texte est à faire par les notes de bas de page.
- La présentation des références doit suivre les conventions bibliographiques. Il est recommandé d'utiliser les modèles {{Ouvrage}}, {{Chapitre}}, {{Article}}, {{Lien web}} et/ou {{Bibliographie}}. Le mode d'édition visuel peut mettre en forme automatiquement les références.
- Insérer une infobox (cadre d'informations à droite) n'est pas obligatoire pour parachever la mise en page.

Pour une aide détaillée, merci de consulter Aide:Wikification.
Si vous pensez que ces points ont été résolus, vous pouvez retirer ce bandeau et améliorer la mise en forme d'un autre article.
La Roche à Veillon est un organisme culturel situé dans la municipalité de Saint-Jean-Port-Joli, en Chaudière-Appalaches, au Québec. Il regroupe sous un même toit un restaurant et une salle de spectacle.

## Historique

### Fondation
En 1964, dix citoyens de St-Jean-Port-Joli ont créé la Commission touristique de Saint-Jean-Port-Joli dans l’objectif de promouvoir le tourisme estival dans la région. Ils ont financé l’achat d’une grange-étable qui appartenait à M. Calixte Chamard pour en faire une salle de spectacle dans le fenil et un restaurant au rez-de-chaussée. Le nouveau lieu est baptisé « La Roche à Veillon » d’après le nom d’un récif situé au large de Saint-Jean-Port-Joli, sur le fleuve Saint-Laurent. Le nom a été choisi grâce à un concours ouvert à tous. L’organisme à but non lucratif a pour objectif de verser ses surplus à des initiatives locales de loisir et d’accueil du tourisme comme le Golf de Saint-Jean-Port-Joli (aujourd’hui Club de golf Trois-Saumons), les kiosques d’information touristiqueou le Musée de la Mémoire vivante.

### Étapes importantes
Pour sa première année d’existence, la salle accueille les samedis seulement, deux représentations par soir de spectacles sous une formule de boite à chansons. À l'été 1964, on présente un spectacle de mimes (avec Yves Massicotte et Claude St-Denis) ainsi que des chanteurs et chanteuses du Québec et d'Europe comme: Monique Miville-Deschênes, Pauline Julien, Pierre Dudan, Jean-Guy Moreau, Claude Gauthier et Renée Claude.
En 1965, pour sa deuxième saison estivale, la Commission ouvre le restaurant La Boustifaille au rez-de-chaussée de la grange, sous la salle de spectacle. Des mets traditionnels typiquement canadiens y sont proposés.
C’est en 1976 que commence la tradition de présenter systématiquement du théâtre de comédie à La Roche à Veillon. Il s’agit de la création collective Je crois en jeux, de et avec Louis-Georges Girard, Réjean Vigneault et deux autres interprètes. De 1976 à 1981, les comédies sont présentées les jours de semaines, alors que les samedis soirs sont toujours consacrées à la chanson. 
En 1980, d’importants travaux permettent l’aménagement d’une cuisine commerciale afin de répondre à la demande du restaurant et des commandes à apporter.
La saison estivale de 1981 sera la dernière durant laquelle des chansonniers se produiront dans la salle principale de la Roche-à-Veillon. Dès 1982, le théâtre offre des représentations les samedis soirs aussi.

## Liste des spectacles présentés
| Année | Programmation | Auteur.e | Mise en scène                                                      | Interprètes | Producteur                                                                         |
| ----- | --- | --- | ------------------------------------------------------------------ | --- | ---------------------------------------------------------------------------------- |
| 1964  | Comédies de mimes en semaine. Boite à chansons les fins de semaine.                                                         | n/a | n/a                                                                | Comédies de mimes: Yves Massicotte et Claude St-Denis. Chanteurs/chanteuses: Monique Miville-Deschênes, Pauline Julien, Pierre Dudan, Jean-Guy Moreau, Claude Gauthier, Renée Claude et autres                                                | Commission touristique du Port Joli                                                |
| 1965  | Les Danseurs du Rocher (de Québec), mardi et mercredi soirs. Boite à chansons les fins de semaine.                          | n/a | n/a                                                                | | Commission touristique du Port Joli                                                |
| 1966  | Boite à chansons | n/a | n/a                                                                | Les Gestueux (sur des textes de Félix Leclerc avec Monique Miville-Deschênes, Yves Massicotte, Louis de Santis), Raoul Roy, Aimé Major, Jacques Labrecque, Jean-Paul Fillion, Gilles Vigneault, Jacqueline Lemay, Félix Leclerc, Renée Claude | Commission touristique du Port Joli                                                |
| 1967  | Danse en semaine. Boite à chansons les fins de semaine.                                                                     | n/a | n/a                                                                | Le Père Gédéon, Yves Massicotte, Monique M. Deschènes, Aimé Major, Tex Lecor, Les Jérolas, Georges Dor, les Alexandrins, Pierre Dudan, Raoul Roy, Fernand Gignac                                                                              | Commission touristique du Port Joli                                                |
| 1968  | Boite à chansons, | n/a | n/a                                                                | Claude Gauthier, Renée Claude, Marc Gélinas, TEX, Lise Poirier, George Dor, Jacques Normand, Les Gestueux, Claire Gagnier, Alexandre Zelkine                                                                                                  | Commission touristique du Port Joli                                                |
|       | Piège pour un homme seul Théâtre (22 juillet),                                                                              | Robert Thomas | Robert Rivard                                                      | Robert Gadouas, Jacques Godin | L'Escale et Entreprises HELJEAN (Jean Duceppe)                                     |
| 1969  | Boite à chansons | n/a | n/a                                                                | Danielle Odéra, Tex Lecor, Rober Charlebois, Alexandre Zelkine, Serge Laprade, George Dor, Marthe Felurant, Raoul Roy, Walter Boudreau, Gilles Vigneault                                                                                      | Commission touristique du Port Joli                                                |
| 1970  | Boite à chansons | n/a | n/a                                                                | Alexandre Zelkine, Danielle Odéra, Jean-Pierre Ferlan, Georges Dor, Yvon Deschamps, Charlotte et Hervé, Pauline Julien, Willie Lamothe, Renée Martel, Les Jérolas                                                                             | Commission touristique du Port Joli                                                |
| 1971  | Boite à chansons | n/a | n/a                                                                | Georges Dor | Commission touristique du Port Joli                                                |
|       | Le cri de l'Engoulevent Théâtre (15 et 16 juillet 1971)                                                                     | Guy Dufresne |                                                                    | | Théâtre La Lucarne                                                                 |
| 1972  | Boite à chansons | n/a | n/a                                                                | Guy Trépannier, Renée Claude, Claude Léveillée, Marylène, Tex Lecor, Richard Séguin et Marie-Claire Séguin, Édith Butler, Marc Lepage, Luc Cousineau et Lyse Cousineau, Richard Huet.                                                         | Commission touristique du Port Joli                                                |
| 1973  | Boite à chansons | n/a | n/a                                                                | Georges Dor, Yvon Deschamps, Renée Claude, Gilles Vigneault, Isabelle Pierre, les Jérolas, Félix Leclerc, Tex Lecor | Commission touristique du Port Joli (Pierre Jobin, resp. programmation             |
| 1974  | Danse en semaine. Boite à chansons les fins de semaine.                                                                     | n/a | n/a                                                                | Les Danseurs du Rocher. Félix Leclerc, Alexandre Zelkine, Pauline Julien, Tex Lecor, Yvon Deschamps, Raymond Lévesque, Clémence Desrochers | Commission touristique du Port Joli                                                |
| 1975  | Boite à chansons | n/a | n/a                                                                | Pauline Julien, Julie Arel, Jean-Pierre Bérubé, Edith Butler, Tex Lecor, Monique Miville-Deschênes, Jean-Guy Moreau, Claude Léveillé, Clémence Desrochers                                                                                     | Commission touristique du Port Joli (Pierre Jobin, resp. programmation             |
|       | Boite à chansons ("La Chouette" aménagée dans la salle à manger des Anciens canadiens) les vendredis et samedis, dès minuit | n/a | n/a                                                                | Animé par Monique Miville-Deschênes | Commission touristique du Port Joli (Pierre Jobin)                                 |
| 1976  | Boite à chansons (samedis soirs)                                                                                            | n/a | n/a                                                                | Édith Butler, Claude Léveillé, Tex Lecor, Sylvain Lelièvre, Raymond Lévesque, Jean Lapointe, Pauline Julien, Clémence Desrochers | Commission touristique du Port Joli (Pierre Jobin)                                 |
|       | Je crois en jeuxThéâtre (juillet, en semaine)                                                                               | Création collective                                                                                               |                                                                    | Louis-Georges Girard, Réjean Vigneault (+ 2 autres) | Commission touristique du Port Joli (Pierre Jobin) La Gang des autobus             |
|       | Piano-bar Théâtre (août, en semaine)                                                                                        | Raymond Lévesque                                                                                                  |                                                                    | Michel Daigle, Jean-Pierre Matte et Marie Tifo | Commission touristique du Port Joli (Pierre Jobin) Le Théâtre de l'Île (d'Orléans) |
| 1977  | Chansonniers (les samedis soirs)                                                                                            | n/a | n/a                                                                | Ginette Ravel, Édith Butler | Commission touristique du Port Joli                                                |
|       | La cote dégoûte Théâtre (Juillet, en semaine)                                                                               | Création collective                                                                                               | Création collective                                                | Martine Ouellette, Marie-St-Cyr, Roger Lambert et Réjean Vignault | La Gang des autobus                                                                |
|       | Le défunt et La baby sitter Théâtre (août, en semaine)                                                                      | René de Obaldia                                                                                                   |                                                                    | Hélène Rollan, Françoise Lemaître-Auger et Alain Fournier | Les Comédiens du Port-Joli                                                         |
| 1978  | Chansonniers (les samedis soirs)                                                                                            | n/a | n/a                                                                | Sol, Clairette, Tex Lecor | Commission touristique du Port Joli                                                |
|       | La mirobolante épopée lyrique d'Agathe Lamothe, ou Swing Agathe swing Théâtre, en semaine                                   | Création collective                                                                                               | Création collective                                                | Martine Ouellette, Marie-St-Cyr, Gaston Côté, Line Girard et Réjean Vignault | Théâtre de l'Équinoxe (anciennement La Gang des autobus)                           |
| 1979  | Chansonniers (les samedis soirs)                                                                                            | n/a | n/a                                                                | Ricet Barrier, Sylvain Lelièvre, Julie Arel, Danielle Oderra, Claude Léveillé, Tex Lecor, Barde, Breault et Fréchette, Plume Latraverse, Monique Leyrac, Michel Rivard                                                                        | Commission touristique du Port Joli                                                |
|       | Horrible Dream En juin seulement                                                                                            | |                                                                    | | L'Attroupement (troupe d'étudiants du CÉGEP de La Pocatière)                       |
|       | Old Orchard?... Connais pas Théâtre, en semaine                                                                             | Réjean Vigneault                                                                                                  | Marie-Hélène Gagnon                                                | Gaston Côté, Claudine Raymond, Reynald Robinson, Marie St-Cyr | Théâtre de l'Équinoxe                                                              |
| 1980  | Chansonniers (les samedis soirs)                                                                                            | n/a | n/a                                                                | | Commission touristique du Port Joli                                                |
|       | La fabuleuse machine Théâtre (13 et 14 juin)                                                                                | |                                                                    | | Enseignants de la Commission scolaire de La Pocatière                              |
|       | Mon bébé Théâtre (20, 21 et 22 juin)                                                                                        | Maurice Hennequin                                                                                                 |                                                                    | | Théâtre du vieux moulin                                                            |
|       | Une amie d'enfance Théâtre, en semaine                                                                                      | Louise Roy et Louis Saïa                                                                                          | Pierre Powers                                                      | Jean-François Gaudet, Marie Dumais, Louis-George Girard et Marie St-Cyr | Théâtre de l'Équinoxe                                                              |
| 1981  | Chansonniers (les samedis soirs de juin et juillet seulement)                                                               | n/a | n/a                                                                | Claude Léveillé, Claude Gauthier, Jacques Michel, Richard Séguin | Commission touristique du Port Joli                                                |
|       | La locandiera Théâtre (20, 21, 23 juin)                                                                                     | Carlo Goldoni |                                                                    | | Collège Ste-Anne de La Pocatière (Élèves de secondaire 5)                          |
|       | Cul-de-Sac Théâtre | Pierre Powers | Jean-Jacqui Boutet                                                 | Louis-Georges Girard, Marie-Christine Perreault, Marie Saint-Cyr, Robert Lepage, Andrée Samson et Marc Vallée (à la musique) | Théâtre de l'Équinoxe                                                              |
| 1982  | Venez-vous Docteur? et Le bonhomme de bois Théâtre                                                                          | Monique Miville-Deschênes                                                                                         | Yves Massicotte                                                    | Jean-Jaqui Boutet, Marie St-Cyr, Louis-George Girard et Yves Massicotte | Théâtre de l'Équinoxe                                                              |
| 1983  | Stand by... 5 minutes Théâtre                                                                                               | Jean-Jacqui Boutet, Louis-George Girard, Ginette Guay, Martine Ouellet et Marie St-Cyr                            | Robert Lepage (supervisée par)                                     | Jean-Jacqui Boutet, Louis-George Girard, Ginette Guay, Martine Ouellet et Marie St-Cyr | Théâtre de l'Équinoxe                                                              |
| 1984  | Des cas cocasses Théâtre | Monique Miville-Deschênes                                                                                         | Yves Massicotte                                                    | 8 comédien.nes dont Monique Miville-Deschênes et Yves Massicotte |                                                                                    |
| 1985  | T'sé veux dire Théâtre (juin et juillet)                                                                                    | Montage de textes de Jacqueline Barrette, Clémence Desrochers, Réjean Wagner, Denise Guénette et Raymond Lévesque | Réjean Wagner                                                      | Daniel Meyer, Nicole Chalifoux et Hélène Arvisais (deuxième équipe) | Les Productions Fusion                                                             |
|       | Marcel... tu m'harcèles! Théâtre (1er août au 1er septembre)                                                                | Denise Guénette                                                                                                   |                                                                    | Denise Guénette |                                                                                    |
| 1986  | Urgence Théâtre | Madeleine B. Nadeau                                                                                               | Pierre Lévesque                                                    | Madeleine B. Nadeau, Sylvie Dubé et Michel Harvey | Théâtre du Nouveau Temps (troupe non-professionnelle de La Pocatière)              |
| 1987  | Flush Théâtre | Jacques Diamant                                                                                                   | Jacques Diamant                                                    | Carole Marceau, André Robitaille et Marc Samson | La Régence                                                                         |
| 1988  | La guerre des toiles Théâtre                                                                                                | Jacques Diamant                                                                                                   | André Robitaille                                                   | Carole Marceau, André Robitaille, Jean Charest et Marie-France Carrier | La Régence                                                                         |
| 1989  | Les voisins Théâtre | Claude Meunier et Louis Saïa                                                                                      | André Robitaille                                                   | Gaétan Côté, Martin Doyon, Martine Francke, Carole Marceau, André Robitaille et Pascale Tremblay | La Régence                                                                         |
| 1990  | La déprime Théâtre | Denis Bouchard, Rémy Girard, Raymond Legault et Julie Vincent                                                     | André Robitaille                                                   | Patrice Coquereau, Jean-Bernard Côté, Martine Francke et Marjolaine Lemieux | La Régence                                                                         |
| 1991  | Faux départ Théâtre | Jacques Diamant                                                                                                   | Denis Bouchard                                                     | Michel Daigle, Marjolaine Lemieux et Benoit Brière | La Régence                                                                         |
| 1992  | Un sofa dans le parc Théâtre                                                                                                | Martin Doyon | Martin Faucher                                                     | Michel Daigle, Luc Gouin et Julie McClemens | La Régence                                                                         |
| 1993  | Berthe et Rose en Floride Théâtre                                                                                           | Gérard Poirier | Richard Fréchette                                                  | Micheline Bernard, Richard Fréchette, Denis Lamontagne et Christiane Proulx | La Régence                                                                         |
| 1994  | Le grand ménage de Marguerite Théâtre                                                                                       | Martin Doyon | Claude LaRoche                                                     | Michel Daigle, Christiane Proulx et Jean-François Boudreau | La Régence                                                                         |
| 1995  | Tel père, telle paire Théâtre                                                                                               | Marie-Thérèse Quinton                                                                                             | Claude LaRoche                                                     | Michel Daigle, Louis-Martin Despa, Yanic Truesdale et Julie St-Pierre | À Vue d'Aigle                                                                      |
| 1996  | Une fin de semaine de fou Théâtre                                                                                           | Jeanne et Sam Bobrick (traduction de Robert Savoie)                                                               | Claude LaRoche                                                     | Marie Cantin, Michel Daigle, Caroline Lavigne et Martin Héroux | À Vue d'Aigle                                                                      |
| 1997  | El Dorado Snack Bar Théâtre                                                                                                 | Marie-Thérèse Quinton                                                                                             | Claude LaRoche                                                     | Michel Daigle, France Castel et Frédéric Angers | À Vue d'Aigle                                                                      |
| 1998  | Meurtre à l'hôtel Théâtre                                                                                                   | Ron Clark et Sam Bobrick (traduction de François Tassé)                                                           | Claude LaRoche                                                     | Sylvie Potvin, Michel Daigle et Stéphane Jacques | À Vue d'Aigle                                                                      |
| 1999  | Ma grosse chum de fille Théâtre                                                                                             | Charles Laurence (traduction de Louise Latraverse)                                                                | Bertrand Alain                                                     | Clément Beaumont, Jean-Sébastien Ouellette, Véronique St-Jacques et Réjean Vallée | Théâtrissimo                                                                       |
| 2000  | Homme au bord de la crise d'hormones Théâtre                                                                                | Carole Tremblay                                                                                                   | Bertrand Alain                                                     | Clément Beaumont, Sophie Dion, Lyette Goyette et Réjean Vallée | Théâtrissimo                                                                       |
| 2001  | Jeune femme cherche homme désespérément Théâtre                                                                             | Carole Tremblay                                                                                                   | Bertrand Alain                                                     | Bertand Alain, Annick Beaulne, Nancy Bernier et Jean-Sébastien Ouellette | Théâtrissimo                                                                       |
| 2002  | Cherchez le mâle... Théâtre                                                                                                 | Jean-Raymond Marcoux (collaboration de Paul Hébert)                                                               | Serge Thibodeau                                                    | Clément Beaumont, Sophie Dion, Martin Genest et Réjean Vallée | Théâtrissimo                                                                       |
| 2003  | Les grandes chaleurs Théâtre                                                                                                | Michel Marc Bouchard                                                                                              | Bertrand Alain                                                     | Véronique Aubut, Marie-Josée Bastien, Clément Beaumont, Fabien Cloutier et Christian Michaud | Théâtrissimo                                                                       |
| 2004  | Pour hommes seulement Théâtre                                                                                               | Raymond Villeneuve                                                                                                | Nancy Bernier                                                      | Bertrand Alain, Clément Beaumont, Martin Genest, Jean-Sébastien Ouellette et Réjean Vallée | Théâtrissimo                                                                       |
| 2005  | C'est devenu gros... Théâtre                                                                                                | François Archambault et Marie-Hélène Thibault                                                                     | Bertrand Alain                                                     | Nancy Bernier, Clément Beaumont, Bertrand Alain et Réjean Vallée | Théâtrissimo                                                                       |
| 2006  | Wanabago Blues Théâtre | Isabelle Hubert                                                                                                   | Jean-Sébastien Ouellette                                           | Michel-Maxime Legault, Clément Beaumont, Nancy Bernier, Ben Cliche et Érika Gagnon | Théâtrissimo                                                                       |
| 2007  | L'Intrus Théâtre | Yves Amyot | Nancy Bernier                                                      | Marie-Soleil Dion, Danny Cilmore, Line Nadeau et Serge Thibodeau | Théâtrissimo                                                                       |
| 2008  | Parents à vie Théâtre | Bruno Marquis (avec la collaboration de Marylise Tremblay)                                                        | Jean-Sébastien Ouellette                                           | Clément Beaumont, Sophie Dion, Gabriel Fournier et Line Nadeau | Théâtrissimo                                                                       |
| 2009  | Parents à vie 2 Le retour Théâtre                                                                                           | Bruno Marquis (avec la collaboration de Marylise Tremblay)                                                        | Jean-Sébastien Ouellette                                           | Sophie Paradis, Clément Beaumont, Caroline Stephenson et Gabriel Fournier | Théâtrissimo                                                                       |
| 2010  | Parents à vie 3 Les marmots Théâtre                                                                                         | Bruno Marquis (avec la collaboration de Marylise Tremblay)                                                        | Jean-Sébastien Ouellette                                           | Sophie Dion, Sophie Paradis, Caroline Stephenson, Gabriel Fournier et Clément Beaumont | Théâtrissimo                                                                       |
| 2011  | Dentelle et diesel Théâtre                                                                                                  | Jacques Diamant et André Robitaille                                                                               | Bertrand Alain                                                     | Joëlle Bond, Klervi Thienpont, Réjean Vallée, Patrick Ouellet | Théâtrissimo                                                                       |
| 2012  | Un 18 trous pour 4 Théâtre                                                                                                  | Norm Foster (traduction de Serge Grenier)                                                                         | Bertrand Alain                                                     | Gabriel Fournier, Jonathan Gagnon, Christian Michaud et Claude Montminy | Théâtrissimo                                                                       |
| 2013  | Quelques livres de trop Théâtre                                                                                             | Pierre-Yves Lemieux                                                                                               | Michel-Maxime Legault                                              | Clément Beaumont, Réjean Vallée, Nancy Bernier et Gabriel Fournier | Théâtrissimo                                                                       |
| 2014  | Un sofa dans le parc Théâtre                                                                                                | Martin Doyon | Bertrand Alain                                                     | Clément Beaumont, Sophie Dion et Michel-Maxime Legault | Théâtrissimo                                                                       |
| 2015  | À la Clémentine Théâtre | Jim Brochu (traduction de Michel Forget)                                                                          | Michel-Maxime Legault                                              | Clément Beaumont, Frédérique Bradet, Bertrand Alain et Gabriel Fournier | Théâtrissimo                                                                       |
| 2016  | La tornade Margot Théâtre                                                                                                   | Martin Doyon | Bertrand Alain                                                     | Réjean Vallée, Clément Beaumont et Nancy Bernier | Théâtrissimo                                                                       |
| 2017  | Belle famille | Isabelle Hubert                                                                                                   | Bertrand Alain                                                     | Sophie Dion, Charles Fournier, Sarah Villeneuve Desjardins et Réjean Vallée | Azur Créations                                                                     |
| 2018  | Gym Tonic | Bruno Marquis (avec la collaboration de Marylise Tremblay)                                                        | Bertrand Alain                                                     | Bertrand Alain, Christian Michaud, Nancy Bernier et Sarah Villeneuve-Desjardins | Azur Créations                                                                     |
| 2019  | Les Inséparables Théâtre musical                                                                                            | Claude Montminy                                                                                                   | Nancy Bernier                                                      | Bertrand Alain, Christian Michaud, Nicolas Drolet et Sarah Villeneuve-Desjardins | Azur Créations                                                                     |
| 2020  | Saison annulée en raison des mesures sanitaires dues à la COVID-19                                                          | Saison annulée en raison des mesures sanitaires dues à la COVID-19                                                | Saison annulée en raison des mesures sanitaires dues à la COVID-19 | Saison annulée en raison des mesures sanitaires dues à la COVID-19 | Saison annulée en raison des mesures sanitaires dues à la COVID-19                 |
| 2021  | Saison annulée en raison des mesures sanitaires dues à la COVID-19                                                          | Saison annulée en raison des mesures sanitaires dues à la COVID-19                                                | Saison annulée en raison des mesures sanitaires dues à la COVID-19 | Saison annulée en raison des mesures sanitaires dues à la COVID-19 | Saison annulée en raison des mesures sanitaires dues à la COVID-19                 |
| 2022  | J'ai mon voyage! Théâtre | Bruno Marquis (avec la collaboration de Marylise Tremblay)                                                        | Sylvain Perron                                                     | Ariel Charest, Éli St-Cyr, Israël Gamache et Caroline Stephenson | Théâtre de Saint-Jean-Port-Joli                                                    |
| 2023  | Bébé à bord Théâtre | Claude Montminy                                                                                                   | Carol Cassistat                                                    | Catherine Côtè, Lauréanne Dumoulin, Jocelyn Paré et Sébastien Dorval | Théâtre de Saint-Jean-Port-Joli                                                    |
| 2024  | Maestro Théâtre | Claude Montminy                                                                                                   | Carol Cassistat                                                    | Pierre-Yves Charbonneau, Amélie Laprise, Antoine Paré-Poirier | Théâtre de Saint-Jean-Port-Joli                                                    |
| 2025  | Voleurs d'occasion Théâtre                                                                                                  | Claude Montminy                                                                                                   | Sébastien Dorval                                                   | Nathalie Séguin, Samuel Bouchard, Pierre-Yves Charbonneau, Jocelyn Paré et Sébastien Dorval | Théâtre de Saint-Jean-Port-Joli                                                    |